# Sahar Salim
Sahar Salim Ibrahim (arab. سحر سليم إبراهيم ; ur. 7 lutego 1983) – egipska zapaśniczka walcząca w stylu wolnym. Brązowa medalistka mistrzostw Afryki w 2005. Ósma w Pucharze Świata w 2002. Trzecia na igrzyskach śródziemnomorskich w 2005 roku.